# Festival de la Canción de Eurovisión Junior 2025
El XXIII Festival de la Canción de Eurovisión Junior será la vigesimotercera edición del Festival de la Canción de Eurovisión Junior, organizado por la Unión Europea de Radiodifusión (UER). El concurso se llevará a cabo el 13 de diciembre de 2025 en Tiflis, capital de Georgia, tras la victoria del país en la edición pasada con la canción «To My Mom» de Andria Putkaradze. Esta será la segunda vez que Georgia sea anfitriona del Festival de la Canción de Eurovisión Junior, siendo la primera vez en 2017.

## Organización
El país ganador del Festival de la Canción de Eurovisión Junior no recibe automáticamente el derecho a albergar la próxima edición. Sin embargo, desde 2011 y salvo excepciones, se ha convertido en costumbre que el país ganador asuma la función de anfitrión. 
Tras la victoria de Georgia en Eurovisión Junior 2024,la emisora pública georgiana (GPB) comenzó conversaciones con la UER sobre la organización de la próxima edición. El 10 de abril de 2025, se dio a conocer a través de las licitaciones públicas del Ministerio de Cultura de Georgia que Tiflis, capital del país, sería la ciudad elegida para albergar esta edición. No obstante, no fue hasta el 13 de mayo de 2025 cuando se anunció de manera oficial. El evento se celebrará el sábado 13 de diciembre.

### Eslogan
El 18 de agosto de 2025 se anunció que Eurovisión Junior adoptaría el mismo eslogan que la versión adulta del certamen: «United by Music». Así, este se convirtió en el lema oficial permanente para todas las futuras ediciones del festival infantil, poniendo fin a la tradición de estrenar un eslogan diferente cada año.

## Países participantes
De los 16 países fundadores del concurso, siete han confirmado su participación en esta edición: Chipre, Croacia, España, Macedonia del Norte, Malta, Países Bajos y Polonia. 
Para que un país sea elegible para participar en el Festival de la Canción de Eurovisión Junior, debe ser miembro activo de la UER. Desde diciembre de 2024, las emisoras de los siguientes países han anunciado públicamente su intención de participar en la edición de 2025. 

### Canciones y selección
| País y TV               | Título original de la canción | Artista          | Proceso y fecha de selección                                             | Refs.                |
| País y TV               | Traducción al español         | Idiomas          | Proceso y fecha de selección                                             | Refs.                |
| ----------------------- | ----------------------------- | ---------------- | ------------------------------------------------------------------------ | -------------------- |
| Albania RTSH            | «Fruta Perime»                | Kroni Pula       | Festivali i Fëmijëve 01-06-2025                                          | [ 5 ] [ 6 ]          |
| Albania RTSH            | «Frutas y verduras»           | Albanés          | Festivali i Fëmijëve 01-06-2025                                          | [ 5 ] [ 6 ]          |
| Armenia AMPTV           | -                             | -                | Elección interna ??-??-2025 Presentación de la canción ??-??-2025        | [ 7 ]                |
| Armenia AMPTV           | -                             | -                | Elección interna ??-??-2025 Presentación de la canción ??-??-2025        | [ 7 ]                |
| Azerbaiyán İTV          | -                             | -                | Elección interna ??-??-2025 Presentación de la canción ??-??-2025        | [ 8 ]                |
| Azerbaiyán İTV          | -                             | -                | Elección interna ??-??-2025 Presentación de la canción ??-??-2025        | [ 8 ]                |
| Chipre CyBC             | -                             | -                | Elección interna ??-09-2025 Presentación de la canción ??-??-2025        | [ 9 ]                |
| Chipre CyBC             | -                             | -                | Elección interna ??-09-2025 Presentación de la canción ??-??-2025        | [ 9 ]                |
| Croacia HRT             | -                             | Marino Vrgoč     | The Voice Kids Croatia 17-04-2025 Presentación de la canción ??-??-2025  | [ 10 ]               |
| Croacia HRT             | -                             | -                | The Voice Kids Croatia 17-04-2025 Presentación de la canción ??-??-2025  | [ 10 ]               |
| España RTVE             | -                             | Gonzalo Pinillos | Elección interna 23-07-2025 Presentación de la canción ??-??-2025        | [ 11 ] [ 12 ]        |
| España RTVE             | -                             | -                | Elección interna 23-07-2025 Presentación de la canción ??-??-2025        | [ 11 ] [ 12 ]        |
| Francia FTV             | -                             | -                | Elección interna ??-??-2025                                              | [ 13 ]               |
| Francia FTV             | -                             | -                | Elección interna ??-??-2025                                              | [ 13 ]               |
| Georgia GPB             | -                             | -                | Ranina 2025 ??-??-2025                                                   | [ 14 ]               |
| Georgia GPB             | -                             | -                | Ranina 2025 ??-??-2025                                                   | [ 14 ]               |
| Irlanda TG4             | -                             | -                | Junior Eurovision Éire 2025 26-10-2025                                   | [ 15 ]               |
| Irlanda TG4             | -                             | -                | Junior Eurovision Éire 2025 26-10-2025                                   | [ 15 ]               |
| Italia RAI              | -                             | -                | Elección interna ??-09-2025 Presentación de la canción ??-09-2025        | [ 16 ]               |
| Italia RAI              | -                             | -                | Elección interna ??-09-2025 Presentación de la canción ??-09-2025        | [ 16 ]               |
| Macedonia del Norte MRT | -                             | Nela Mančeska    | Elección interna 13-06-2025 Presentación de la canción ??-??-2025        | [ 17 ] [ 18 ]        |
| Macedonia del Norte MRT | -                             | -                | Elección interna 13-06-2025 Presentación de la canción ??-??-2025        | [ 17 ] [ 18 ]        |
| Malta PBS               | -                             | -                | The Voice Kids Malta ??-??-2025                                          | [ 19 ]               |
| Malta PBS               | -                             | -                | The Voice Kids Malta ??-??-2025                                          | [ 19 ]               |
| Montenegro RTCG         | -                             | -                | Elección Interna ??-??-2025                                              | [ 20 ]               |
| Montenegro RTCG         | -                             | -                | Elección Interna ??-??-2025                                              | [ 20 ]               |
| Países Bajos AVROTROS   | -                             | -                | Junior Songfestival 2025 20-09-2025                                      | [ 21 ] [ 22 ]        |
| Países Bajos AVROTROS   | -                             | -                | Junior Songfestival 2025 20-09-2025                                      | [ 21 ] [ 22 ]        |
| Polonia TVP             | -                             | Marianna Kłos    | Elección interna 01-06-2025 Presentación de la canción ??-??-2025        | [ 23 ] [ 24 ] [ 25 ] |
| Polonia TVP             | -                             | -                | Elección interna 01-06-2025 Presentación de la canción ??-??-2025        | [ 23 ] [ 24 ] [ 25 ] |
| Portugal RTP            | -                             | Inês Gonçalves   | The Voice Kids Portugal 13-07-2025 Presentación de la canción ??-??-2025 | [ 26 ] [ 27 ] [ 28 ] |
| Portugal RTP            | -                             | -                | The Voice Kids Portugal 13-07-2025 Presentación de la canción ??-??-2025 | [ 26 ] [ 27 ] [ 28 ] |
| San Marino SMRTV        | -                             | -                | Elección Interna ??-09-2025 Presentación de la canción ??-??-2025        | [ 29 ]               |
| San Marino SMRTV        | -                             | -                | Elección Interna ??-09-2025 Presentación de la canción ??-??-2025        | [ 29 ]               |
| Ucrania UA:PBC          | -                             | -                | Final Nacional 04-10-2025                                                | [ 30 ]               |
| Ucrania UA:PBC          | -                             | -                | Final Nacional 04-10-2025                                                | [ 30 ]               |

## Otros países
Las emisoras miembro de la UER en Alemania, Austria, Chequia, Dinamarca, Estonia, Eslovenia, Israel, Lituania, Noruega, Reino Unido, Suecia y los miembros asociados de Australia y Kazajistán anunciaron que no participarían en el festival antes de la publicación oficial de países participantes.
A continuación se muestran algunos de estos casos de manera más específica:
- Alemania: el traspaso de la participación alemana de la NDR a la SWR, ha provocado la retirada del país para esta edición. Ha sido la emisora infantil KiKA la encargada de hacer el comunicado.[31]
- Estonia: el 11 de diciembre de 2024, la emisora estonia ERR, confirmó que no participaría en el Festival de Eurovisión Junior 2025 debido a los recortes presupuestarios.[32]
- Gales: el 24 de mayo de 2025, a pesar de haber considerado la posibilidad de volver al concurso tras la retirada del Reino Unido en 2024, la emisora galesa S4C confirmó que no volvería al concurso.[33]
- Kazajistán: el 12 de junio de 2025, la emisora kazaja comunicaba que tampoco regresarán al festival en esta edición debido a los altos costes de participación.[34]
- Lituania :  a pesar de haber anunciado un posible regreso al festival y de que en abril de 2025 se firmara un acuerdo formal entre la emisora lituana y la UER para su participación, el 24 de junio de 2025 la LRT comunicó que finalmente no competirá en el festival debido a los elevados costes de participación.[35]Su última participación fue en 2011.
- Noruega: tras anunciar un posible regreso para esta edición con una preselección nacional para elegir a su representante,[36]el 25 de junio de 2025, la emisora NRK comunicó que finalmente no participarían en el festival.[37] Su última participación fue en 2005.
- Reino Unido: la BBC mantiene su negativa a participar en el festival sin dar detalle de los motivos. Su última participación fue en 2023.[38]
- Serbia: la emisora pública RTS consideró su posible participación en el festival, pero finalmente no lo harán por problemas económicos.[39]

### Miembros de UER que aún no han confirmado
- Islandia: el 2 de enero de 2025, la emisora RÚV anunció que estaba estudiando la posibilidad de debutar en la edición de 2025, incluida la posibilidad de organizar una selección nacional como método de selección del representante.[40]
- Letonia : aunque confirmó que no participaría el 7 de enero de 2025,[41] la emisora letona LSM declaró a Jauns.lv el 6 de junio de 2025 que seguía considerando la posibilidad de regresar a la competición.[42] Letonia participó por última vez en 2011.